# D'Vauntes Smith-Rivera
D'Vauntes Smith-Rivera (Indianapolis, Indiana, 20 de diciembre de 1992) es un exbaloncestista estadounidense. Con 1,91 metros de estatura, jugaba en la posición de base.

## Trayectoria deportiva

### Universidad
Jugó cuatro temporadas con los Hoyas de la Universidad de Georgetown, en las que promedió 14,8 puntos, 3,9 rebotes y 3,0 asistencias por partido. En su primera temporada fue incluido en el mejor quinteto de rookies de la Big East Conference, mientras que en las tres temporadas restantes apareció en las listas de mejores quintetos absolutos, en el mejor en 2015, y en el segundo en 2014 y 2016.

### Profesional
Tras no ser elegido en el Draft de la NBA de 2016, firmó contrato con los Chicago Bulls el 14 de septiembre. El 21 de octubre fue despedido tras disputar tres partidos de pretemporada.